# Breedy's, Saint Andrew, Barbados
Breedy's là một làng ở Giáo xứ Barbados thuộc Saint Andrew tại Barbados.